# Pieve di San Michele Arcangelo (Arcola)
La pieve di San Michele Arcangelo è un luogo di culto cattolico situato nella frazione di Trebiano, in piazza della Chiesa, nel comune di Arcola in provincia della Spezia. La chiesa è sede della parrocchia omonima del vicariato della Media Val di Magra della diocesi della Spezia-Sarzana-Brugnato.

## Storia e descrizione

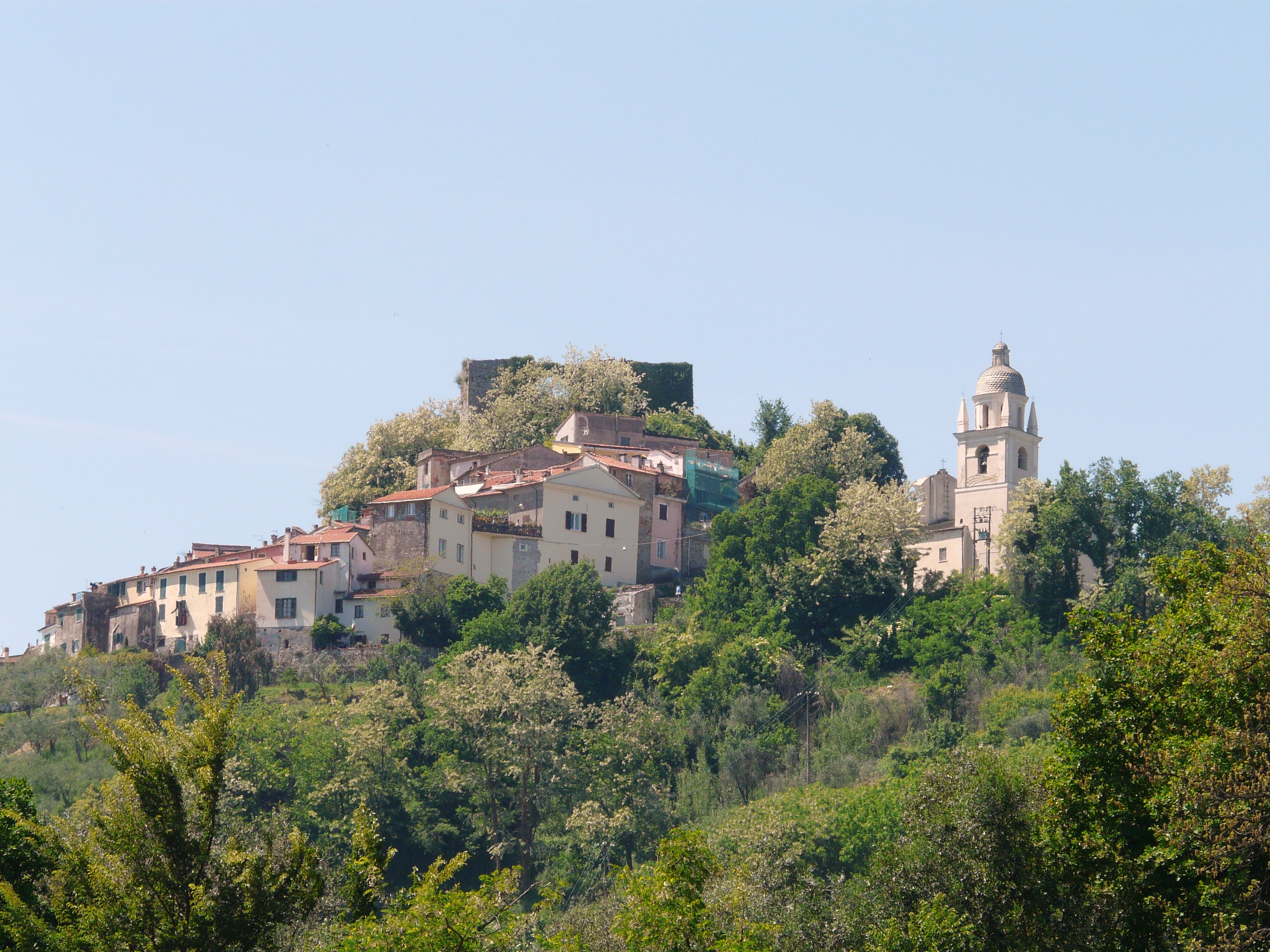
Il paese di Trebiano con la parrocchiale

La primitiva pieve è citata (plebem de Trebiano) in una bolla pontificia di papa Eugenio III nel 1149, mentre la costruzione dell'attuale edificio si deve al XVI secolo.
Al suo interno sono conservate diverse opere pittoriche e scultoree, tra cui una Croce lignea dipinta su fondo quadrettato, pur con parti mancanti, recentemente restaurata. Dopo una breve permanenza al museo diocesano della Spezia, è ora esposta nella piccola navata di sinistra della pieve.
Nella cappella Mascardi, corrispondente all'ala del precedente edificio, è collocata un'ancona marmorea, detta Icona pulchra, dello scultore francese Domenico Gar. Tre bassorilievi nella predella raffigurano la vita di san Bernardo di Chiaravalle, la scena della Natività e santa Caterina d' Alessandria con le catene spezzate.
Tra le statue da ricordare sono quella lignea di San Rocco, al centro della navata, eseguita da Domenico Gar nel 1524, prima opera nota dell'artista, e una Madonna in legno del XVII secolo sull'altare.